# Sokobanja (općina)
Općina Sokobanja (srpski: Општина Сокобања) je općina u Zaječarskom okrugu u istočnoj Srbiji. Središte općine je grad Sokobanja.

## Stanovništvo
Prema popisu stanovništva iz 2002. godine općina je imala 18.571 stanovnika.

## Naselja
| - Beli Potok - Blendija - Bogdinac - Cerovica - Dugo Polje | - Jezero - Jošanica - Levovik - Milušinac - Mužinac | - Nikolinac - Novo Selo - Poružnica - Radenkovac - Resnik | - Rujevica - Sesalac - Sokobanja - Trgovište - Trubarevac | - Vrbovac - Vrmdža - Čitluk - Šarbanovac - Žučkovac |

## Vanjske poveznice
- Službena stranica općine